# Хомертсхаузен
Хомертсхаузен (нем. Homertshausen) — исчезнувшее поселение на территории современного города Бад-Берлебург в районе Зиген-Витгенштейн в земле Северный Рейн-Вестфалия, Германия.

## Географическое положение
Место находилось на территории бывшего независимого муниципалитета Арфельд.

## История
Первоначально поселение принадлежала Диденсхаузенам. Как и в случае с поселениями Борхаузен и Бубенхаузен, рыцари Диденсхаузены появляются также и в истории Хомертсхаузена. В 1395 году Герлах фон Диденсхаузен продал всю свою долю в поселении некоему Броккену фон Фирмюндену. До 1418 года Хомерсхаузен относился к церковному приходу Арфельда. Право собственности на Хоммертсхаузен также задукоментировано у дворян Гацфельдтов. В 1551 году часть усадьбы Хацфельдтов была продана графам Витгенштейнам.

## Изменение названия
- 1395 Хуммерсхуссен (Hummershußen)
- 1406 Нидерхуммерсхаузен (Niederhummershausen)
- 1551 Хоммерсхаузен (Hommershausen)
- 1558 Хоммерцхаузен (Hommertzhausen)
- 1598 Хоммертсхаузен (Hommertshausen)